# Gymnothorax shaoi
Gymnothorax shaoi är en fiskart som beskrevs av Chen och Loh 2007. Gymnothorax shaoi ingår i släktet Gymnothorax och familjen Muraenidae. Inga underarter finns listade i Catalogue of Life.